# Суат Аталик
Суат Аталик е турски шахматист, гросмайстор от 1994 г. Участник е на световното първенство за юноши до 20 години през 1983 г.
На 11 ноември 2005 г. се жени за руската гросмайсторка при жените Екатерина Половникова. Кум на сватбата им е англичанинът Найджъл Шорт, бивш претендент за световната титла и участник на световното първенство за юноши до 20 години през 1983 г.
Аталик е единственият гросмайстор регистриран в Турската шахматна федерация от началото на 1994 до края на 2005 г., докато Михаил Гуревич не се преселва в страната. Въпреки това, Аталик е единственият гросмайстор от Турция.

## Турнирни победи
- 1992 – Будапеща
- 1994 – Сату Маре, Кардица
- 1995 – Хейстингс (в турнира за майстори)
- 1996 – Егина, Пекин
- 1997 – Икаря, Любляна, Чикаго
- 1998 – Будапеща
- 1999 – Алуща, Лос Анджелис
- 2000 – Нова Горица
- 2003 – Мар дел Плата, Баден-Баден
- 2004 – Зеница, Одеса
- 2005 – Зеница, Пула, Кавала, Бъркли
- 2006 – Вайк ан Зее (турнир „С“), Анталия
- 2008 – Истанбул опен, Истанбул

## Участия на шахматни олимпиади
Участва на девет шахматни олимпиади. Изиграва 109 партии, печелейки 40 от тях и завършвайки реми в 58. Средната му успеваемост е 63,3 процента. Носител е на бронзов индивидуален медал през 1988 г. Само веднъж се изправя срещу български шахматист. Това се случва на олимпиадата в Блед, където постига реми с Александър Делчев в последния кръг на турнира.
| Година | Организатор | Отбор               | Класиране (отборно) | Дъска         |
| 1984   | Солун       | Турция              | 34                  | Втора резерва |
| 1986   | Дубай       | Турция              | 39                  | Трета         |
| 1988   | Солун       | Турция              | 52                  | Първа         |
| 1992   | Манила      | Турция              | 37                  | Първа         |
| 1994   | Москва      | Турция              | 49                  | Първа         |
| 1998   | Елиста      | Турция              | 70                  | Първа         |
| 2002   | Блед        | Босна и Херцеговина | 15                  | Втора         |
| 2004   | Калвия      | Босна и Херцеговина | 25                  | Втора         |
| 2006   | Торино      | Турция              | 38                  | Втора         |